# Hemiculter lucidus
 Hemiculter lucidus és una espècie de peix cipriniforme de la família dels ciprínids.

## Morfologia
Els mascles poden assolir els 25 cm de longitud total.

## Distribució geogràfica
Es troba a la conca del riu Amur.